# Paraphysa riparia
Paraphysa riparia là một loài nhện trong họ Theraphosidae.
Loài này thuộc chi Paraphysa. Paraphysa riparia được miêu tả năm 2008 bởi Joachim Schmidt & Bolle.